# Alkylfenol

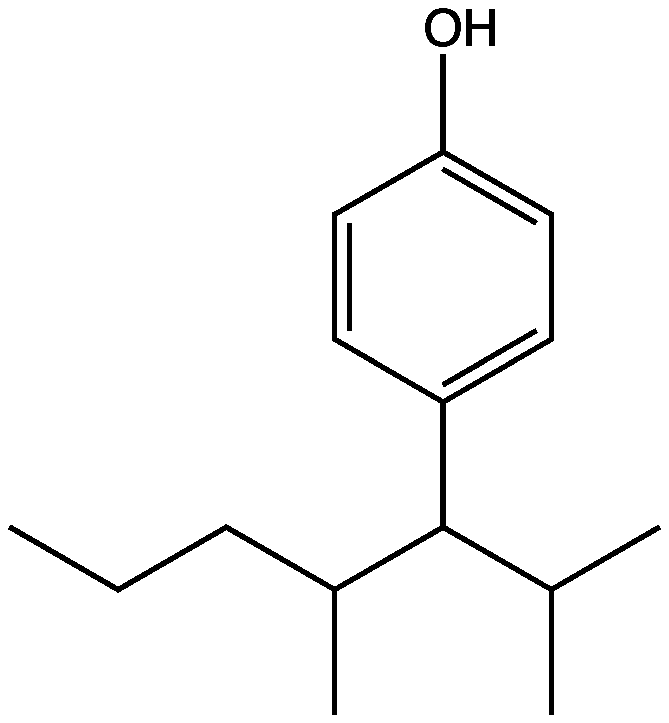
Structuur van een nonylfenol.

Alkylfenolen zijn organische verbindingen die gevormd zijn door de alkylering van een fenol. Ze bezitten een of meer alkylgroepen op de aromatische ring. Voorbeelden zijn octylfenol, nonylfenol, p-tert-octylfenol, dodecylfenol enzovoort. De term alkylfenol wordt doorgaans gehanteerd voor deze en andere stoffen met relatief lange alkylgroepen, die op industriële schaal geproduceerd worden. Methylfenolen zijn ook alkylfenolen, maar die duidt men gewoonlijk aan met hun triviale namen cresolen en xylenolen.

## Productie
Alkylfenolen worden commercieel bereid door de alkylering van fenol, dit is de reactie van fenol (of een fenolderivaat zoals cresol) met een alkeen, bijvoorbeeld isobuteen of 1-noneen. Voor deze reactie gebruikt men als katalysator een sterk zuur zoals zwavelzuur of een sterk lewiszuur als aluminiumchloride of boortrifluoride die ook in Friedel-Craftsalkylering worden gebruikt. Alkyleringen kunnen ook zonder katalysator uitgevoerd worden op hoge temperatuur en druk.
Men verkrijgt een mengsel van alkylfenolen: met een of meerdere alkylgroepen, die in de ortho- of para-positie kunnen staan. De alkylering gebeurt bij voorkeur in de para-positie of de ortho- en para-positie. Meta-alkylfenolen worden vrijwel niet gevormd. De verhouding tussen ortho- en para-alkylfenolen hangt af van de reactieomstandigheden. Nevenreacties die kunnen optreden zijn onder meer isomerisaties, polymerisatie van de alkenen of omvorming van de fenol in een alkylfenylether.
Gewoonlijk wenst men enkel enkelvoudig gesubsituteerde alkylfenolen te bereiden. Om meervoudige substitutie te voorkomen gebruikt men dan een overmaat aan fenol. Ongereageerde fenol moet dan na de reactie uit het reactieproduct verwijderd worden door middel van destillatie.
Wenst men toch meta-alkylfenolen dan kan men deze bekomen door isomerisatie van de overeenkomstige ortho- of para-fenolen.

## Toepassing
Alkylfenolen zijn commercieel belangrijke verbindingen. Het zijn bouwstenen voor talrijke producten, waaronder kleurstoffen; pesticiden en andere landbouwchemicaliën; farmaceutische stoffen; oppervlakte-actieve stoffen; antioxidanten; weekmakers; fenolharsen; geurstoffen; additieven in smeerolie. 
Sinds het midden van de 20e eeuw worden alkylfenolen met lange ketens op grote schaal geproduceerd en gebruikt als voorlopers voor detergenten, als brandstofadditieven en smeermiddelen, voor de productie van polymeren en in het bijzonder als componenten van fenolharsen. Het zijn ook bouwstenen voor de productie van parfums, thermoplastische elastomeren, antioxidanten, vlamvertragende producten en materialen, ... Naast het gebruik ervan voor de productie van alkylfenolharsen, worden alkylfenolen ook aangetroffen in banden, lijmen, diverse coatings, carbonpapier en hoogwaardige rubbers.

## Toxiciteit
Ethoxylaten van alkylfenolen, vooral octyl- en nonylfenolethoxylaat, zijn sedert de jaren 1980 op grote schaal gebruikt als oppervlakte-actieve stoffen in detergenten en schoonmaakproducten. In de jaren 1990 werd er meer dan 500.000 ton per jaar van geproduceerd in de wereld. Deze stoffen, en via biodegradatie de originele alkylfenolen, kwamen wijd verspreid in het milieu terecht, en konden in het lichaam opgenomen worden via drinkwater of het eten van vis waarin de stoffen zich hadden geaccumuleerd. Maar van octylfenol en nonylfenol is bekend dat ze hormoonverstoorders zijn. In de Europese Unie mag nonylfenol en nonylfenolethoxylaat daarom niet meer gebruikt worden uitgezonderd voor een aantal specifieke toepassingen.